# 와양 쿨릿

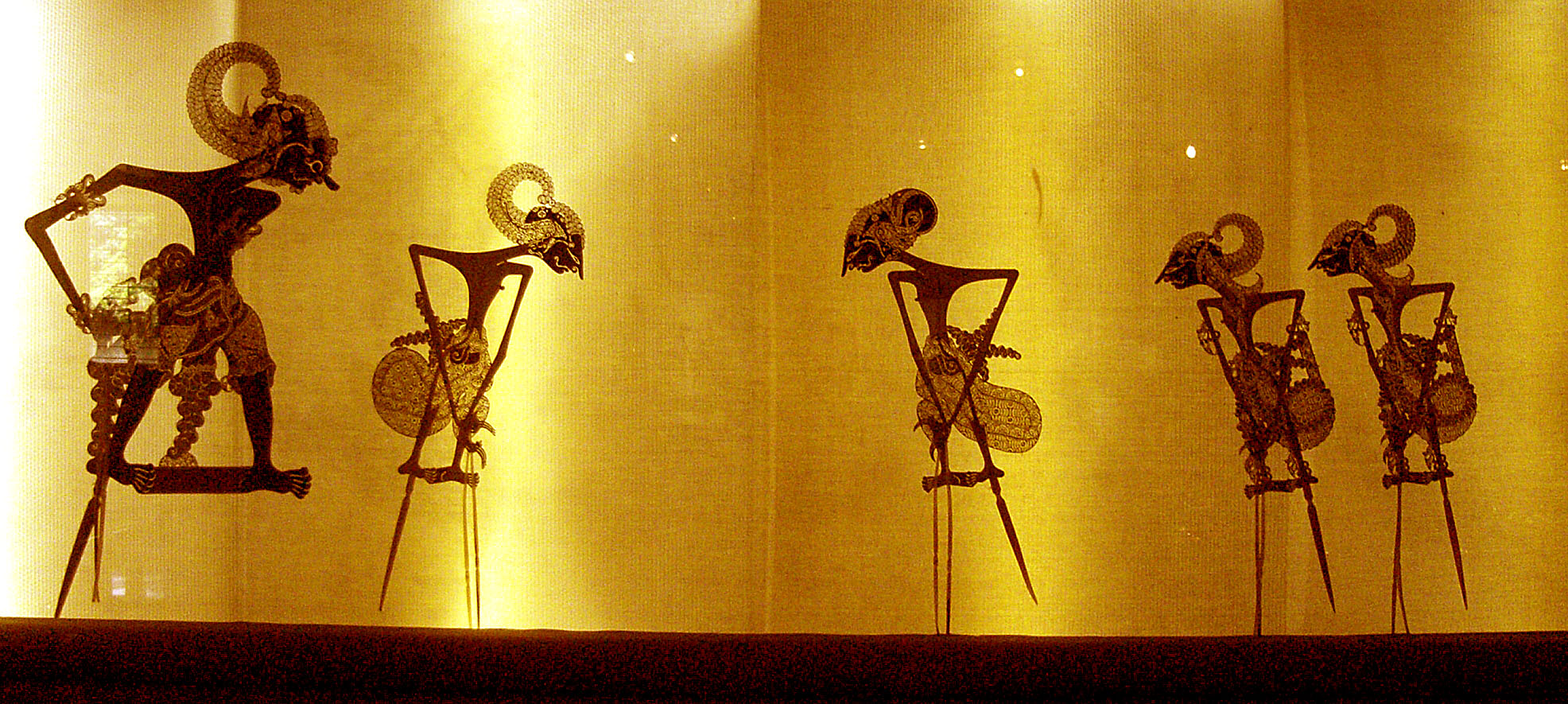
판다바 5형제를 그린 와양 쿨릿(그림자극) 왼쪽에서 오른쪽으로 비마, 아르주, 유디슈티라, 나쿠라, 사하데바

와양 쿨릿(wayang kulit)은 인도네시아의 자와섬 및 발리에서 열리는 인형을 이용한 전통적인 그림자 극, 또한 그것에 사용되는 꼭두각시 인형을 말한다. 인형을 조종하는 사람을 다란이라고 부른다. 연극은 힌두교 사원에서 축제 등으로 진행되며 인도의 고대 서사시 “마하바라타”와" “라마야나” 등이 주요 공연이다. 10세기에는 이미 연기해 있었던 것이 기록되어있다. 와양(Wayang)은 그림자, 쿨릿(Kulit)은 가죽을 의미한다. 2003년에는 유네스코의 '인류 구전 및 무형 유산 걸작 선언"에서 걸작 선언을 받고 있으며, 세계무형유산에 2009년 9월 제1회에 공식적으로 등록됐다.

## 어원
와양(Wayang)은 자와어에서 그림자를 뜻하는 말이다. 이 단어는 말레이와 인도네시아어의 ‘아양안' ayangan)에서 왔다. 그러나 오늘날의 자와어와 인도네시아어 단어에서 ‘와양’(wayang)은 보통 꼭두각시 인형 그 자체나 인형극을 의미한다.

## 구조

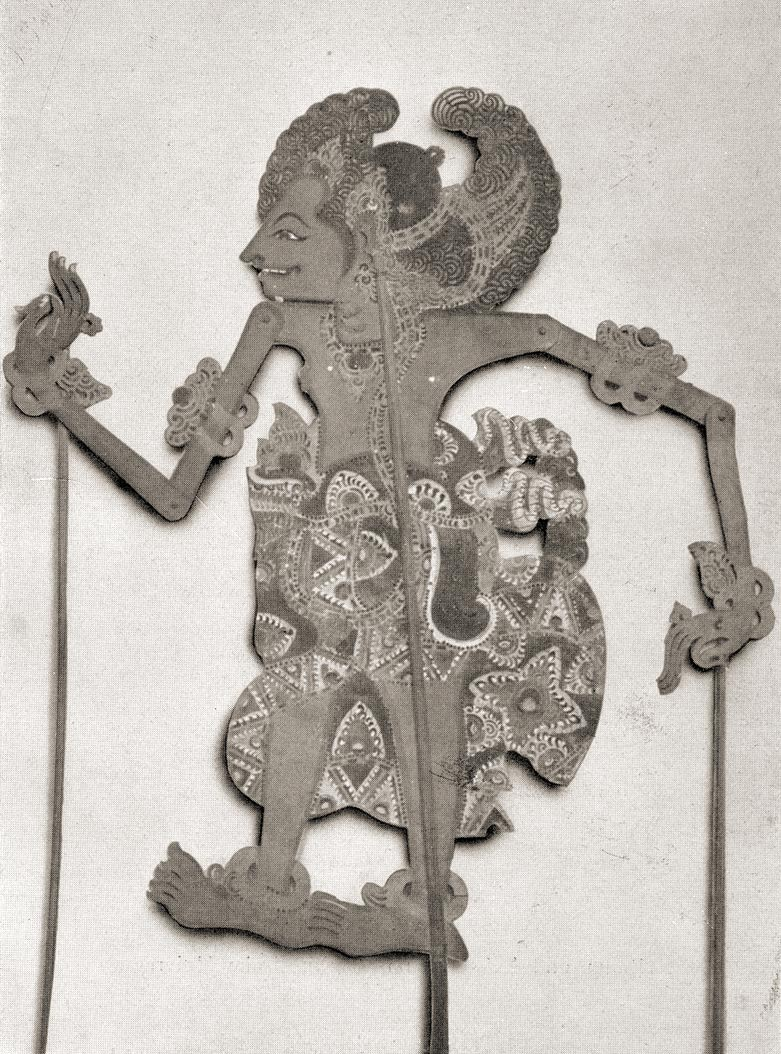
와양 쿨릿 그림자극에 사용되는 꼭두각시 인형

하얀 스크린을 붙여 그 뒷면에 램프를 비춘다. 그 사이에 와양 쿨릿 인형을 두고 연기를 한다. 관객은 램프와 인형의 반대편에서 감상한다. 스크린 뒤에서는 다란이라고 하는 인형사가 이야기를 하고 효과음을 내기도하면서 수많은 인형을 스크린 가까이서 조종한다. 인형을 스크린에서 멀게 하면 그림자가 커지고 희미해 진다.

### 인형
인형은 물소나 염소 가죽으로 만들어지고, 부분적으로 미세한 구멍이 뚫려 있다. 사람이나 동물의 형태에 그늘만 존재하는 것이 아니라, 몸의 각 부분의 윤곽도 표시하며, 색상도 입힌다. 이 색깔은 당연히 관객은 보이지 않는다. 스크린 뒷면은 세상을 상징하며, 세상에서는 색이 아름다운 세계가 현세에서 흑백으로 밖에 보이지 않는다는 것을 상징하는 것으로 알려져 있다. 인형에는 중심에 1개의 굵은 막대기가 붙어 있고, 아래가 뾰족하다. 이것은 인형사가 화면 바로 앞에 있는 자리에서 찌르면서 인형이 출연한 상태로 유지할 수 있는 것이다.

### 음악
인형사의 뒤에 두 명 이상의 가믈란 연주자가 있어 반주를 한다. 이 가믈란에서 보통 군데루는 철금이다. 군데루 앞에 앉아 양손에 끝이 둥근 천벌을 가지고 동시에 두 소리를 낸다.